# Biserica de lemn din Mal

Biserica de lemn din Mal. Schița turnului bisericii de lemn din Mal, județul Sălaj

Mal în harta iosefină, 1769-1773. Biserica de lemn, care a ars în 1939, era așezată pe coasta ce domină satul pe malul drept al Văii Malului.

Biserica de lemn din Mal, greco-catolică, dedicată Sfinților Arhangheli Mihail și Gavril, a fost ridicată probabil în anul 1742 în localitatea Mal din județul Sălaj. Lăcașul a ars în 1939. Trăsăturile lui cunoscute indică o asemănare foarte mare cu biserica de lemn din Ban și cu alte biserici sălăjene.

## Istoric
Într-o veche monografie a Sălajului, biserica de lemn din Mal a fost datată în anul 1742. De altfel bătrânii apreciază că „o fo vetye așe cam ca acee din Sârbi”, care datează tot din secolul 18. E posibil ca datarea să fi fost luată din inscripția de pe portal, pe care cercetătorul Leontin Ghergariu o consemnează fără să reușească să o citească. Acesta transmite totuși posterității anul 1753 scris peste portalul spre biserica bărbaților, an regăsit și pe una dintre icoane, ceea ce indică o posibilă înzestrare interioară a bisericii în acel an.
Lăcașul a fost consemnat într-o conscripție din anul 1762, în care un preot neunit servea toate cele 38 de familii ale satului. Biserica a fost vizitată și binecuvântată în vara anului 1776 de către episcopul unit al Blajului Grigore Maior, aflat în vizită canonică în comitatele Solnocul de Mijloc, Crasna și Dăbâca. Întreaga comunitate, de 51 de familii, a fost cu această ocazie înscrisă de episcop în cuprinsul Episcopiei unite de Făgăraș-Alba Iulia. Despre slujbele „Sfintei misiuni” din neîncăpătoarea bisericuță de lemn din deal scrie un preot greco-catolic de la Oradea în „anul sfânt” 1934, cu prilejul manifestărilor a 1900 de ani de la sacrificiul și învierea lui Iisus. Lăcașul de lemn a funcționat ca biserică parohială până în anul 1939, când a luat foc de la o lumânare uitată aprinsă pe altar, în săptămâna paștelui. Pe locul ei a fost ridicată după al doilea război mondial actuala biserică de zid.

## Trăsături
Câteva date despre biserica de lemn din Mal au răzbit până astăzi. Biserica a fost vizitată înainte de a se mistui de Leontin Ghergariu, cel care ne-a lăsat câteva schițe valoroase, ale planului, portalului și turnului bisericii, precum și câteva note de teren. Datele culese de Leontin Ghergariu, memoria bătrânilor din Mal și câteva documente de arhivă pot fi astăzi puse cap la cap pentru a schița imaginea vechii biserici de lemn.
Leontin Ghergariu remarca în timpul cercetării sale că bisericuța de lemn din Mal „seamănă cu cea din Ban” iar „ușa de intrare e exact la fel”. Asemănările sunt explicabile prin circulația firească a meșterilor de biserici de la un sat la altul, acolo unde erau chemați.
Dintr-o foaie de asiguare contra incendiilor din 10 iunie 1925 aflăm că biserica a fost asigurată pentru suma de 25000 de lei. Dimensiunile ei erau redate aproximativ, 10 m lungime și 6 m lățime. Atât turnul cât și acoperișul erau acoperite cu șindrilă. În schița lui Leontin Ghergariu dimensiunile butei bisericii sunt de 7,5 m lungime și 4,5 m lățime. La acestea se adaugă un târnaț (pridvor) pe latura de sud de 0,8 m lățime. Bătrânii își amintesc că „era trepte și te băgai așe ca și-n casă”, cu alte cuvinte biserica avea o intrare în tinda femeilor dinspre miazăzi, printre cei șase stâlpi ai târnațului, prin portalul exterior bogat sculptat. Aceste date sunt confirmate de Leontin Ghergariu care a încadrat biserica între cele cu plan dreptunghiular, cu altar decroșat, terminat cu cinci laturi, și o intrare pe latura de sud printr-un târnaț cu stâlpi de-alungul tindei și naosului.
Presupunem că biserica din Mal nu se deosebea de majoritatea celorlalte biserici sălăjene în ceea ce privește interiorul. Acesta avea, în acest caz, o tindă îngustă și întunecoasă, tăvănită pe sub tălpile turnului, și un naos boltit, luminat de o fereastră măruntă, la care s-a mai adăugat una probabil ulterior. Tinda și naosul erau, conform tradiției secolului 18, despărțite de un perete cu o ușă în el. Spre altar erau, după cum ne informează Leontin Ghergariu, numai două uși, un aspect arhaic îndelung păstrat în bisericile de lemn ale Sălajului. Altarul reținea vechea fereastră spre răsărit, la care i se mai adăugaseră două, mai apoi.